# Mecometopus palmatus
Mecometopus palmatus är en skalbaggsart som först beskrevs av Olivier 1795.  Mecometopus palmatus ingår i släktet Mecometopus och familjen långhorningar.
Artens utbredningsområde är:
- Guyana.
- Surinam.

Inga underarter finns listade i Catalogue of Life.